# Laurenne Ross
Laurenne Ross (Edmonton, 17 augustus 1988) is een Amerikaans alpineskiester. 

## Carrière
Ross maakte haar wereldbekerdebuut tijdens de afdaling in december 2009 in Lake Louise. In 2011 nam Ross een eerste keer deel aan de Wereldkampioenschappen alpineskiën. Op de Wereldkampioenschappen alpineskiën 2011 in Garmisch-Partenkirchen eindigde Ross 10e op de afdaling, 16e op de Super G en 28e op de supercombinatie. Op 2 maart 2013 eindigde ze een eerste keer op het podium van een wereldbekerwedstrijd met een tweede plaats op de afdaling in Garmisch-Partenkirchen. 
In 2014 nam Ross deel aan de Olympische Winterspelen in Sotsji. Ze eindigde 11e op de Olympische afdaling. Op de Wereldkampioenschappen alpineskiën 2017 in Sankt Moritz eindigde Ross 5e op de afdaling.

## Resultaten

### Olympische Spelen
| Jaar | Plaats      | Resultaten                                     |
| ---- | ----------- | ---------------------------------------------- |
| 2014 | Sotsji      | 11e Afdaling DNF1 Super G DNF1 Supercombinatie |
| 2018 | Pyeongchang | 15e Afdaling 15e Super G                       |

### Wereldkampioenschappen
| Jaar | Plaats                 | Resultaten                                        |
| ---- | ---------------------- | ------------------------------------------------- |
| 2011 | Garmisch-Partenkirchen | 10e Afdaling 16e Super G 28e Supercombinatie      |
| 2013 | Schladming             | 11e Supercombinatie 26e Super G DNF2 Reuzenslalom |
| 2015 | Beaver Creek           | 14e Supercombinatie 15e Super G 17e Afdaling      |
| 2017 | Sankt Moritz           | 5e Afdaling 14e Super G 15e Alpinecombinatie      |

### Wereldbeker
Eindklasseringen
| Seizoen   | Algm | AD  | SG  | SC  |
| --------- | ---- | --- | --- | --- |
| 2009/2010 | 115e | 46e | -   | -   |
| 2010/2011 | 40e  | 30e | 16e | 22e |
| 2011/2012 | 49e  | 22e | 29e | 28e |
| 2012/2013 | 26e  | 16e | 13e | 20e |
| 2013/2014 | 80e  | 34e | -   | 20e |
| 2014/2015 | 26e  | 11e | 18e | 17e |
| 2015/2016 | 18e  | 10e | 8e  | 16e |
| 2016/2017 | 25e  | 9e  | 17e | 24e |
| 2017/2018 | 65e  | 32e | 32e | -   |
| 2018/2019 | 63e  | 28e | 32e | -   |